# Меґґі О'Фарелл
Меґґі О'Фаррелл, RSL (народилася 27 травня 1972) — письменниця з Північної Ірландії. Перший роман авторки, «Після того, як ти пішов» здобув визнання та отримав нагороду Бетті Траск, а наступний, «Рука, яка вперше тримала мою руку», нагороду Costa Novel Award 2010. З того часу вона двічі входила до короткого списку премії Costa Novel Award: 2014 року за книжку «Інструкції на випадок спеки» та 2017 року за книжку «Це повинно бути те місце». Вона увійшла до списку 25 авторів майбутнього від Waterstones. Мемуари «Я є, я є, я є: Сімнадцять зіткнень зі смертю» очолили список бестселерів Sunday Times. Роман «Гамнет» здобув Жіночу літературу премію 2020 року та премію за художню літературу Національного гуртка книжкових критиків 2020 року. «Портрет подружжя» увійшов до короткого списку Жіночої літературної премії 2023 року.

## Дитинство, освіта та кар'єра
О'Фаррелл народилася в Деррі, Північна Ірландія, і виросла в Уельсі та Шотландії. Восьмирічною вона потрапила в лікарню з енцефалітом і пропустила понад рік у школі. Ці події відображені в романі «Відстань між нами» та описані в мемуарах 2017 року «Я є, я є, я є». У дитинстві та підлітковому віці вона мала виражене заїкання. Здобула освіту в середній школі Норт-Бервік і загальноосвітній школі Бринтеґ, а потім у Нью-Голлі Кембридзького університету (нині коледж Мюррея Едвардса), де вивчала англійську літературу.
О’Фаррелл ствердила, що навіть у 1990-х роках бути ірландцем у Британії могло бути небезпечно: «Раніше ми постійно чули нескінченні жарти про ірландців, навіть від учителів. Якщо я мусила вимовити своє ім’я в школі, учителі могли сказати щось на кшталт: «О, то твоя сім’я в ІРА?» Вони казали таке 12-річній дитині перед цілим класом... Їм здавалося дуже смішним жартувати: «Ха-ха, твій батько – терорист». Це зовсім не було смішно... Я хотіла б сказати, що [тепер таке трапляється рідше] тому, що люди стали меншими расистами, але, думаю, справа в іншому – просто з’явилися нові іммігранти, які тепер це переживають.»
Проте лише у 2013 році, в романі «Інструкції на випадок спеки», ірландська тематика стала частиною її творчості.
О'Фаррелл працювала журналісткою у Гонконзі, а також заступницею літературного редактора The Independent on Sunday у Лондоні. Також викладала творче письмо в Університеті Ворика в Ковентрі та коледжі Ґолдсмітс у Лондоні. Вона жила в Ірландії, Уельсі, Шотландії, Гонконгу та Італії. Зараз мешкає в Единбурзі.

## Книги
Численні успішні романи О'Фаррелл, зокрема й нагороджений премією Costa «Рука, яка вперше тримала мою руку», здобули широке визнання критиків. Її книги перекладено понад 30 мовами. Роман «Гамнет», оснований на житті родини Шекспіра, вийшов 2020 року. У романі простежується зв'язок між смертю одинадцятирічного Гамнета та написанням п'єси «Гамлет».
Мемуари 2017 року «Я є, я є, я є: Сімнадцять зіткнень зі смертю» розповідають про серію передсмертних переживань, які сталися з нею та її дітьми. Це мемуари, що не мають хронологічного порядку, а кожен розділ має назву частини тіла, якої він стосується.
З 2020 по 2022 рік О'Фаррелл опублікувала дві ілюстровані книжки для дітей «Таємниця снігового янгола» та «Хлопчик, який втратив іскру», обидві проілюструвала Даніела Ягленка Терацціні.
У березні 2021 року О'Фаррелл була запрошеною гостею у програмі Desert Island Discs на BBC Radio 4.
2022 року вийшов «Портрет подружжя», роман, оснований на короткому житті Лукреції Медічі, яку, можливо, отруїв її чоловік Альфонсо II, герцог Феррарський. О'Фаррелл сказала, що ідея для роману у неї виникла після того, як вона побачила портрет Лукреції, який приписують Аньйоло Бронзіно, і прочитала вірш Роберта Браунінга «Моя остання герцогиня», у якому Лукреція з'являється на мить, без слів і без імені. Роман увійшов до короткого списку Жіночої літературної премії
2023 року О'Фаррелл здобула премію «Жінка року» за версією Harper's Bazaar.
У квітні 2023 року Королівська шекспірівська компанія представила сценічну адаптацію "Гамнета у нововідкритому театрі Swan у Стратфорді-на-Ейвоні. У вересні 2023 року її перенесено до театру Гаррік, Лондон.
У січні 2024 року повідомлялося, що Хлої Чжао екранізує «Гамнета» разом з О'Фаррелл. Повідомлялося, що на головні ролі обрано Пола Мескаля та Джессі Баклі. Однойменна екранізація роману вийде на екрани у листопаді 2025 року.
У травні 2024 року Одрі Діван була призначена режисеркою екранізації «Портрета подружжя».

## Особисте життя
О'Фаррелл одружена з колегою-письменником Вільямом Саткліффом, з яким познайомилася, коли вони були студентами в Кембриджі; однак стали парою приблизно через десять років після того, як закінчили навчання. Подружжя мешкає в Единбурзі з трьома дітьми. Вона сказала про Саткліффа: «Віл завжди був моїм першим читачем, ще до того, як ми стали парою, тож він має великий вплив. Він жорсткий, але це потрібно». Одна дитина О'Фаррелл має серйозну алергію, про ці труднощі вона пише у своїх мемуарах.

## Нагороди та відзнаки
- 2021 Член Королівського літературного товариства[25]

### Автобіографія/Мемуари
- Я є, я є, я є: Сімнадцять зіткнень зі смертю /I Am, I Am, I Am: Seventeen Brushes with Death (2017)

### Для дітей
- «Таємниця снігового янгола» /Where Snow Angels Go, [26] Walker Books, ілюстрації Даніели Ягленки Терацціні (2020). Книжка перекладена видавництвом «Час майстрів» в 2023 році[27].
- «Хлопчик, який втратив іскру» /The Boy Who Lost His Spark, Walker Books, ілюстрації Даніели Ягленки Терацціні (2022)

## Зовнішні посилання
- Офіційний сайт
- Maggie O'Farrell's Top 10 favourite chillers, in The Guardian
- Maggie O'Farrell at British Council: Literature
- Maggie O'Farrell talks about The Distance between Us on MeetThe Author.co.uk
- Review of Instructions for a Heatwave
- Review of This Must Be the Place
- Reseña Tiene que ser aquí en español, por Miryam Artigas
- Maggie O'Farrell: Best-selling author explains why she doesn't read reviews or tweet thoughts about her life